# Bjørn Tidmand
Bjørn Tidmand (Copenhague, 24 de enero de 1940) es un cantane danés, conocido por su participación en el Festival de la Canción de Eurovisión 1964.
En su infancia formó parte del prestigioso coro infantil Københavns Drengekor de Copenhague. Comenzó luego a actuar en salas de fiestas y firmó un contrato con una discográfica en 1959, consiguiendo en 1960 un éxito con "Seksten et halvt", versión danesa del tema de Sam Cooke "Only Sixteen".  
Tidmand participó en el Dansk Melodi Grand Prix 1963 que escogía al representante de Dinamarca en el Festival de Eurovisión 1963, acabó en segunda posición por detrás del matrimonio formado por Grethe Ingmann & Jørgen Ingmann, que ganaron aquel año el Festival para Dinamarca. Al año siguiente, Tidmand ganó el Dansk Melodi Grand Prix con la canción "Sangen om dig".  ("La canción sobre ti"), con la que acabó en novena posición en el Festival de Eurovisión 1964, celebrado en su ciudad natal el 21 de marzo.
Tidmand ha conseguido diferentes éxitos en Dinamarca, compaginando su carrera musical con su faceta como presentador de televisión en las décadas de 1970 y 1980. 